# Kizo
Kizo, pseudonimo di Patryk Woziński (Danzica, 26 giugno 1994), è un rapper polacco.

## Biografia
Kizo si è fatto conoscere nel 2018, pubblicando gli album in studio Ortalion e Czempion, entrambi collocatisi nella OLiS.
Pegaz, uscito l'anno successivo, è stato il suo primo LP a raggiungere il podio della classifica nazionale e a ottenere la certificazione d'oro, corrispondente a 15 000 unità equivalenti, dalla Związek Producentów Audio-Video. È stato successivamente reso disponibile per il consumo Złoto i biel, secondo disco a entrare la top five polacca. Jeszcze pięć minut (diamante; 2021) e Ostatni taniec (2022) sono entrambi arrivati al vertice della graduatoria LP.
Taxi, uscito nella prima metà del 2023, è stato il suo singolo più popolare, accumulando tre dischi di diamante per aver superato la soglia delle 750 000 unità vendute. Si tratta del singolo più consumato in territorio polacco durante l'anno, nonché estratto dall'ottavo disco Patocelebryta, triplo platino e terzo disco numero uno in patria. Kizo ha ricevuto quattro ulteriori dischi di diamante, tre per Disney (2021) e uno per Hero (2024).

## Discografia

### Album in studio
- 2018 – Ortalion
- 2018 – Czempion
- 2019 – Pegaz
- 2019 – Złoto i biel
- 2020 – Posejdon
- 2021 – Jeszcze pięć minut
- 2022 – Ostatni taniec
- 2023 – Patocelebryta
- 2024 – Patopop: Vol. 1 (con Bletka)
- 2024 – Patopop: Vol. 2 (con Bletka)

### Singoli
- 2016 – Prawdziwość (feat. Boruta e Miku MDM)
- 2016 – Po prostu żyjąc (feat. Loker)
- 2017 – Salon (feat. Szpaku)
- 2017 – Jointy i najki
- 2018 – Trapsterka (feat. Kaz Bałagane)
- 2018 – Moonlight (feat. Malik Montana)
- 2018 – Należy się nam
- 2018 – Energia
- 2018 – Siła przyciagania (feat. Sarius)
- 2018 – Za ciosem (feat. Gedz & Frosti Rege)
- 2018 – Ortalion
- 2018 – Czempion (feat. Malik Montana)
- 2018 – One (feat. Kaz Bałagane)
- 2018 – Do ostatniego tchu (feat. Brahu Raskagavi)
- 2018 – Nazwisko
- 2018 – Empik (feat. Białas)
- 2018 – Stile di vita
- 2018 – Heavyweight (feat. Bonus RPK)
- 2019 – Przyjemniaczki
- 2019 – Pegaz
- 2019 – Mr. Gino (feat. Paris Platynov & Kaz Bałagane)
- 2019 – Banger King
- 2019 – Jacuzzi na 42 (feat. Bonus RPK)
- 2019 – Życie jest piękne (con PSR feat. Tymek)
- 2019 – Nam się udało (feat. Joda)
- 2019 – Złoto i biel
- 2019 – Niebieski Bentley (feat. Taco Hemingway)
- 2019 – Toskania (con Qry e Claysteer)
- 2019 – Ona chce ten koks (feat. ReTo, ZetHa & Møji)
- 2019 – Korytarze
- 2019 – Fchuy
- 2019 – Paulo Notoelo (feat. Sapi tha King)
- 2019 – Lambo (feat. ZetHa)
- 2019 – Nigdy nuda (feat. Qry)
- 2019 – Miasto 24H
- 2019 – Rajaner (feat. Tymek & Mr. Polska)
- 2020 – Tryb komfort (feat. Major SPZ)
- 2020 – New Year Freestyle (con Żabson e Chris Abolade)
- 2020 – Młody tytan (con PSR)
- 2020 – Mielone (con Kazior e Newlights)
- 2020 – 20 Cali
- 2020 – Art
- 2020 – Lucky Punch (con Wac Toja)
- 2020 – Driftem (con Young Igi)
- 2020 – Motto (con Qry e Clearmind)
- 2020 – Espresso
- 2020 – Sportplus (con Heavyweight, Jongmen e Bonus RPK)
- 2020 – Zapach wanilii (con Budda)
- 2020 – PS (con Tymek e Worek)
- 2020 – Roadster (con Margaret)
- 2020 – Fiu fiu (con ReTo e BeMelo)
- 2020 – Tsunami (con Szpaku)
- 2020 – Futro (con Kabe)
- 2020 – No Limit (con Heavyweight, Jongmen e Bonus RPK)
- 2020 – Ghetto Life (con Kabe)
- 2020 – Gra o tron (con Żabson)
- 2020 – Teraz już wiem (con Trill Pem)
- 2020 – Fitness (con Trill Pem)
- 2021 – Cartier (con Smolasty)
- 2021 – Molo (con Mr. Polska, Favst e Dalia)
- 2021 – Nasze lato (con Wac Toja e BeMelo)
- 2021 – Puerto Bounce (con Żabson e ZetHa feat. Vladimir Cauchemar)
- 2021 – Kortyzol (con Onar e Kabe)
- 2021 – F16 (con Heavyweight e Bonus RPK feat. Jongmen)
- 2021 – Disney (con Sergiusz e Leśny)
- 2021 – Butla (con Wac Toja e BeMelo)
- 2021 – Ciuchy i auta (con Heavyweight e Jongmen feat. Bonus RPK)
- 2021 – Król balu
- 2021 – Pogo (con Oki)
- 2021 – Pole minowe (con Jongmen e Bonus RPK)
- 2021 – Oxa (con Pusher)
- 2021 – Uniwersalny żołnierz (con Dedis e Pablo)
- 2021 – MTS
- 2021 – Neon (con Heavyweight, Rest Dixon37 e Jongmen)
- 2021 – Cake (con Dziarma e 2K)
- 2022 – Miś (con Borixon e Bahsick)
- 2022 – Lot (con Wac Toja e BeMelo)
- 2022 – Huragan (con BeMelo)
- 2022 – Jetlag (con BeMelo e Masny Ben)
- 2022 – Myto (con BeMelo e Mikipublicenemy)
- 2022 – Tornado (con Wac Toja e BeMelo)
- 2022 – Skitelsy (con Joda e PSR)
- 2022 – Discopolo (con BeMelo e Gory)
- 2022 – Milord (con Polski Bandyta e BeMelo)
- 2023 – Patocelebryta (con Sergiusz)
- 2023 – Taxi (con Bletka feat. BeMelo, Eddie Block & Adash)
- 2023 – Aplikacja żabki (con Hałastra)
- 2023 – Avatar (con Janusz Walczuk feat. Clearmind & Worek)
- 2023 – Colosseum (con Kabe e Reto feat. Gruby Mielzky, Borixon & BeMelo)
- 2023 – Terabajt (con Sapi tha King e Kubi Producent)
- 2023 – Papito (con Smolasty)
- 2023 – Patryk i waza (con Enzu)
- 2023 – Haj (con Kukon e Huby feat. XVRY)
- 2023 – Biba (con Żabson, Kronkel Dom e Sir Mich)
- 2023 – Dżinn (con Czerwin e Wowo)
- 2023 – Dyskoteka (con Wac Toja e Nbalvcky)
- 2024 – Ultra (con PSR)
- 2024 – Hero (con Bletka)
- 2024 – Co ty mi dasz ale to drill (con Młody klakson e Mig)
- 2024 – Boomboo (con Bletka e BeMelo)
- 2024 – Na brzegu (con Bletka e Clearmind)
- 2024 – 100 BPM (con Bletka e BeMelo)
- 2024 – Pomaluj mój świat (con Bletka e BeMelo)
- 2024 – Konfetti (con Bletka e Clearmind feat. Fantøm)
- 2024 – Hey Mercedes (con Louis Villain)
- 2024 – Dolce vita (con Bletka e Szpaku feat. Leśny)
- 2025 – Kierownik (con Clearmind)
- 2025 – Znowu razem (con Bonus RPK e BeMelo feat. DJ Taek)
- 2025 – Szef (con Clearmind)
- 2025 – Bez Kitu (con Clearmind)
- 2025 – Lady (con Jonatan e Smolasty)
- 2025 – Suv Boomer (con Kaz Bałagane e Young Igi)

## Tournée
- 2021 – Jeszcze 5 minut tour
- 2022 – Ostatni taniec tour
- 2024/25 – Patopop Tour (con Bletka)